# Beatrice (Nebraska)
Pour les articles homonymes, voir Beatrice.
La ville de Beatrice (en anglais [biˈætrəs]) est le siège du comté de Gage, dans l’État du Nebraska, aux États-Unis. Sa population s’élevait à 12 459 habitants lors du recensement de 2010, estimée à 12 362 habitants en 2016. 

## Histoire
La ville a été fondée en 1859 puis incorporée en 1871.

## Géographie
Beatrice se trouve sur la rivière Big Blue, à 64 km au sud de Lincoln.

## Transports
Beatrice possède un aéroport (Beatrice Municipal Airport, code AITA : BIE).